# Hovden (Insel)
Hovden (norwegisch für Häufchen) ist eine kleine, abgerundete und felsige Insel vor der Ingrid-Christensen-Küste des ostantarktischen Prinzessin-Elisabeth-Lands. Sie liegt vor dem Ende der kleinen Gletscherzunge des Hovde-Gletschers in der Prydz Bay.
Norwegische Kartografen, die auch die Benennung vornahmen, kartierten sie anhand von Luftaufnahmen, die bei der Lars-Christensen-Expedition 1936/37 entstanden sind.